# Hermògenes de Priene
Hermògenes (grec antic: Ἑρμογένης, llatí: Hermogenes) fou un arquitecte de l'antiga Grècia que visqué entre els segles iii i ii aC. Fou un dels arquitectes més importants del seu moment, atès que va dotar l'estil jònic del caràcter amb què fou conegut en períodes posteriors, particularment a Roma. No obstant això, només és conegut per les diverses mencions que en fa Vitruvi a la seva obra, a més de les restes de les seves obres que s'han identificat i també una inscripció trobada a Priene. Hom li atribueix la invenció dels temples pseudodípters, però també és possible que no en sigui l'inventor ans simplement un pioner.
No hi ha acord sobre la seva ciutat d'origen. Generalment hom considerava que provenia d'Alabanda, a Cària, atès que d'un passatge de Vitruvi hom interpretava que era natural d'aquesta ciutat. No obstant això, el passatge admet una altra interpretació, i recentment ha guanyat força l'opinió que era natural de Priene per mor d'una inscripció (207 aC) trobada en aquesta ciutat i contemporània a Hermògenes, que esmenta un arquitecte de nom Hermògenes (fill d'Hàrpal). En qualsevol cas, era original d'una ciutat de la Jònia, a la vall del riu Meandre, i és en aquesta zona que va treballar.
És l'autor conegut de dos temples:

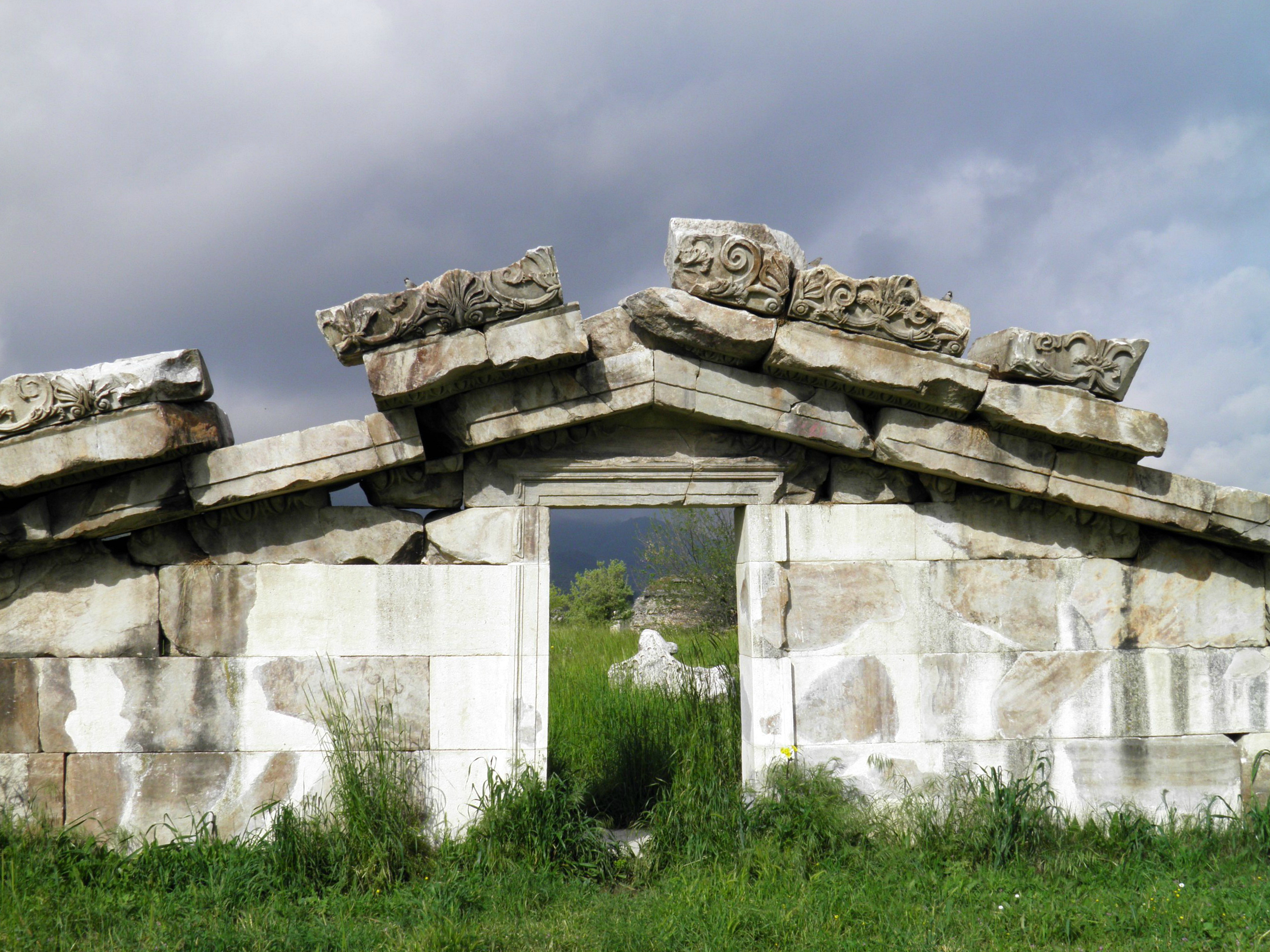
Temple d'Àrtemis de Magnèsia

- Temple d'Àrtemis Leucofrine ('de celles blanques') a Magnèsia del Meandre. Es tracta d'un temple jònic pseudodípter, ço és, envoltat per una línia de columnes però per dues línies a la part anterior. El mateix Hermògenes explicà els avantatges pràctics i estètics d'aquesta solució, que estalviava una línia de columnes a tres costats. Als laterals tenia quinze columnes, mentre que als costats curts en tenia vuit. Estrabó en lloa les dimensions i les proporcions. Sembla que data dels anys 220-205 aC. És possible que el petit temple de Zeus Sosípolis i els porxos del mercat, a la vora del temple d'Àrtemis, també siguin obra d'Hermògenes,[1] i, en general, que dugués a terme una reestructuració urbanística general de la ciutat.[3] El fris del temple es troba al Museu del Louvre.

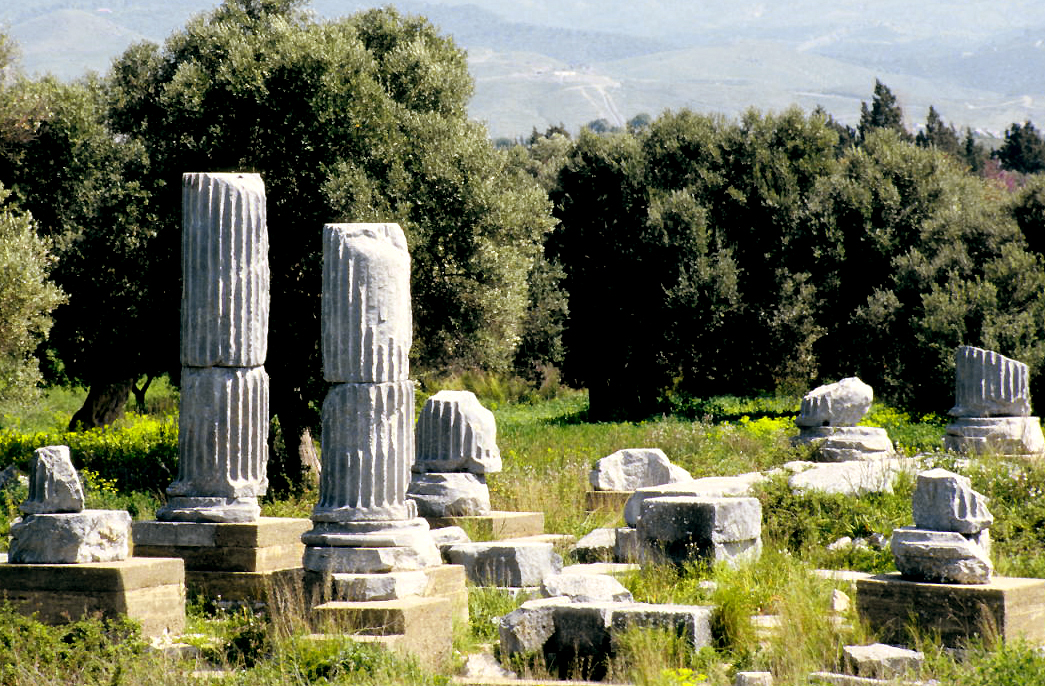
Restes del temple de Dionís a Teos

- Temple de Dionís a Teos. Es tracta d'un temple jònic perípter, ço és, envoltat per una línia de columnes, en aquest cas onze als laterals i sis als costats curts. Era un temple eustil, és a dir, que els intercolumnis eren de dues columnes i quart. El primer projecte no era d'Hermògenes, i havia estat pensat en estil dòric. Hermògenes n'assumí la direcció de les obres i el convertí en un temple jònic, perquè considerava que l'estil dòric no era adient pels temples, a causa de l'estructura dels tríglifs i les mètopes als cantons. Els panells del seu fris es troben al Museu Britànic. Sembla que el temple fou promogut per Àtal I o Èumenes II.[1]

Va deixar escrit un tractat teòric sobre arquitectura en què explicava les seves obres i descrivia els seus temples, i que fou àmpliament emprat i citat per Vitruvi, però que no s'ha conservat.